# Notoncus
Genre
Synonymes
- Diodontolepis W.M. Wheeler, 1920[2]

Notoncus est un genre de fourmis australiennes de la famille des Formicidae.

## Systématique
Le genre Notoncus a été créé par Carlo Emery en 1895 puis révisé en 1955 par William L. Brown (d). 

## Liste d'espèces
Selon ITIS (29 janvier 2021) :
- Notoncus capitatus Forel, 1915
- Notoncus ectatommoides (Forel, 1892) - espèce type
- Notoncus enormis Szabo, 1910
- Notoncus gilberti Forel, 1895
- Notoncus hickmani Clark, 1930
- Notoncus spinisquamis (Andre, 1896)

## Publication originale
- C. Emery, « Descriptions de quelques fourmis nouvelles d'Australie », Annales de la Société entomologique de Belgique, Bruxelles, Société royale belge d’entomologie, vol. 39,‎ 1895, p. 345-358 (ISSN 0774-5915, OCLC 18759618, lire en ligne).